# Meczet Kocatepe

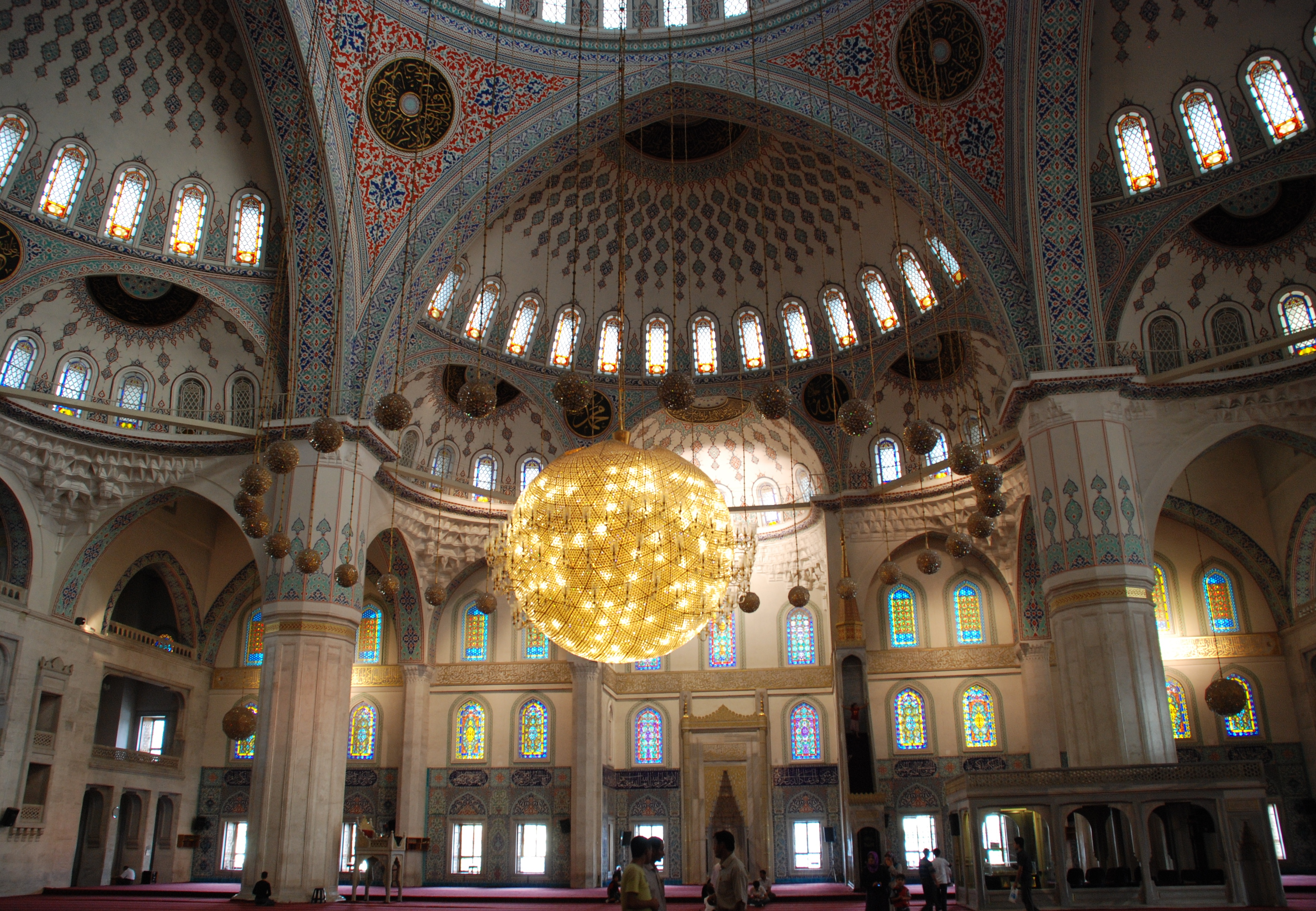
Wnętrze

Meczet Kocatepe (tur. Kocatepe Camii) – największy meczet w Ankarze, położony w dzielnicy Kızılay. Wzniesiony w latach 1967–1987.

## Historia
Koncepcja budowy monumentalnego centralnego meczetu w Ankarze pojawiła się w 1944. Ostatecznie jego budowa rozpoczęła się dopiero w 1967 i trwała kolejne dwadzieścia lat. Finansowała ją umiarkowanie islamska Partia Dobrobytu. 
Wznoszeniu meczetu towarzyszyły kontrowersje i spory dotyczące lokalizacji obiektu, stylu architektonicznego, w jakim powinien zostać wzniesiony, możliwości finansowania budowy przez państwo oraz tego, czyją powinien być własnością po oddaniu do użytku. Konkurs na projekt budowli wygrał początkowo Vedat Dalokay, którego wizja przewidywała wzniesienie meczetu z czterema minaretami w formie kapsuł i jedną centralną kopułą również w takim kształcie, twórczo przekształcającego tradycyjny wygląd osmańskiego meczetu. Ostatecznie jednak postanowiono zrezygnować z budowy nowoczesnego obiektu, by wznieść meczet w całkowicie tradycyjnym stylu. Wylane już fundamenty zostały wysadzone w powietrze. Od nowa rozpoczęto wznoszenie obiektu zaprojektowanego przez Hüsreva Taylę i Fatina Uluengina. Również ten projekt budził kontrowersje, a zniszczenie rozpoczętej budowy według planów Dalokaya turecka Izba Architektów krytykowała jako nieetyczne.
W latach 1994–2005 meczet był częścią oficjalnego miejskiego logo. Następnie zostało ono wycofane z użytku w związku z kontrowersjami, jakie wywołało użycie w symbolu wizerunku meczetu, przy równoczesnym pominięciu mauzoleum Atatürka.
Na dolnych kondygnacjach meczetu znajdują się galeria handlowa i parking.